# Jorge Kissling
Jorge Carlos Kissling (Buenos Aires, 10 maart 1940 - Balcarce, 28 april 1968) was een Argentijns motorcoureur en autocoureur. Hij is eenmalig Grand Prix-winnaar in het wereldkampioenschap wegrace.

## Carrière
Kissling begon zijn motorsportcarrière in 1955. In zijn eerste race, gehouden in Zárate, wist hij direct te winnen. Drie jaar later werd hij voor het eerst nationaal kampioen. In 1961 en 1962 werd hij kampioen in de nationale 125 cc- en 500 cc-klasses. In 1961 debuteerde hij tevens in de 500 cc-klasse van het wereldkampioenschap wegrace tijdens zijn thuisrace op een Matchless. Aan deze race deden voornamelijk Zuid-Amerikaanse coureurs mee, aangezien de strijd om de wereldtitel al beslist was en het voor Europese coureurs erg duur was om naar Argentinië af te reizen. Kissling profiteerde hiervan en wist zijn debuut-Grand Prix direct te winnen; het was de eerste keer dat een Argentijn een WK-race won, en betekende tevens de enige zege voor Kissling.
In 1962 reed Kissling meerdere Grands Prix in de 125 cc-klasse op een Bultaco. Hij werd tiende in de seizoensopener in Spanje en zesde in de daaropvolgende race in Frankrijk, waardoor hij een WK-punt scoorde. Tijdens de trainingen voor de derde race, de Isle of Man TT, raakte hij echter geblesseerd bij een zwaar ongeluk en keerde hij terug naar Argentinië om te revalideren. Hij reed nog wel in zijn thuisrace, maar kwam in zowel de 125 cc- als de 500 cc-race niet aan de finish. In 1963 reed hij in zijn thuisrace op een Norton en eindigde hierin als tweede achter Mike Hailwood. In 1964 reed hij zijn laatste Grand Prix in de 500 cc-race in de Verenigde Staten, waarin hij de finish niet wist te bereiken.
In 1966 stapte Kissling, in de nasleep van zijn ongeluk tijdens de Isle of Man TT en op aanraden van zijn familie, over naar de autosport. Hij debuteerde in de Argentijnse Formule 4 met een chassis van Crespi en een motor van BMW. Hij won direct zijn eerste race op het Autódromo de Buenos Aires en behaalde gedurende het seizoen nog drie overwinningen, waardoor hij overtuigend kampioen werd. In 1967 stapte hij over naar de Argentijnse Formule 3 voor het team ACA. Zijn auto was echter niet snel genoeg en hij behaalde weinig spraakmakende resultaten. Dat jaar nam hij ook sporadisch deel aan Formule 4- en Formule 2-races.
In 1968 stapte Kissling over naar het Campeonato Argentino de Turismo Carretera, het belangrijkste Argentijnse toerwagenkampioenschap. Hij reed in een Liebre Mk I-Torino voor het team van Jorge Cupeiro. Op 28 april van dat jaar kwam hij op 28-jarige leeftijd om het leven tijdens de Vuelta de Balcarce-Lobería, gehouden op het Autodromo Juan Manuel Fangio, toen zijn auto over de kop sloeg en in brand vloog. Ook zijn bijrijder Quique Duplán overleed bij dit ongeluk.